# Vanderkloofdam
De Vanderkloofdam (voorheen de P.K. Le Rouxdam) is een Zuid-Afrikaanse stuwdam en een stuwmeer in de Oranjerivier en ligt naast het gelijknamige dorp Vanderkloof. Het woord dam betekent in het Afrikaans en Zuid-Afrikaans Engels zowel '(stuw)dam' als 'meer'.
De Vanderkloofdam is het op een na grootste stuwmeer van Zuid-Afrika (in volume) en heeft de hoogste stuwdam van het land. De stuwdam heeft een hoogte van 108 meter en een lengte van 765 meter. De constructie van de stuwdam begon in april 1971 en werd in september 1977 voltooid. De stuwdam heeft een gravitatie-boogontwerp en bevat 1.1 miljoen kubieke meter beton. Vier zwaartekrachtsluizen aan de linkerkant van de stuwdam zorgen ervoor dat er 8500 kubieke meter water per seconde geloosd kan worden. De waterkrachtcentrale op de stuwdam heeft een vermogen van 240 MW en loost 400 kubieke meter water per seconde wanneer de centrale volledig in werking is.
Het stuwmeer heeft een capaciteit van 3,1 miljoen kubieke meter. Als het stuwmeer vol is, omvat het een oppervlakte van 133,43 vierkante kilometer. 
Andere rivieren die de dam voeden, zijn (met de klok mee) de Bergrivier, twee rivieren zonder naam uit de richting van Reebokrand, de Knapsakrivier, de Paaiskloofspruit, Seekoeirivier, de Kattegatspruit en de Hondeblafrivier.
De stuwdam en het stuwmeer zijn door het Ministerie van Waterwezen gebouwd.
De bouw van de stuwdam en de aanleg van het stuwmeer is onderdeel van het Oranjerivierproject. Het doel van het Oranjerivierproject is om meer water beschikbaar te krijgen in delen van de huidige Noord-Kaap, Oost-Kaap en Vrijstaat.
Rond de Vanderkloofdam liggen het Natuurreservaat Rolfontein (vooral rond Vanderkloof en de stuwdam) en het Natuurreservaat Doornkloof (bij de monding van de Oranjerivier in de Vanderkloofdam).